# Закон України «Про громадянство України»
Закон «Про громадянство України» — закон, ухвалений Верховною радою України 18 січня 2001 року для визначення правового змісту громадянства України, підстави і порядку його набуття та припинення, повноваження органів державної влади, що беруть участь у розв'язанні питань громадянства України, порядку оскарження рішень з питань громадянства, дій чи бездіяльності органів державної влади, їх посадових і службових осіб.

## Історія
8 жовтня був ухвалений, а 13 листопада 1991 року набрав чинності перший закон «Про громадянство України». Цей закон втратив чинність 1 березня 2001 року, коли набрав сили чинний закон України про громадянство.

## Зміст закону
Згідно з законом, громадянство України — правовий зв’язок між фізичною особою та Україною, що знаходить свій вияв у їх взаємних правах та обов’язках. Воно засноване на принципі єдиного громадянства, тобто виключається можливість існування громадянства адміністративно-територіальних одиниць України. Якщо громадянин України набув громадянство (підданство) іншої держави або держав, то у правових відносинах з Україною він визнається лише громадянином України. Якщо іноземець набув громадянство України, то у правових відносинах з Україною він визнається лише громадянином України.
Громадянами України є:
1. усі громадяни колишнього СРСР, які на момент проголошення незалежності України (24 серпня 1991 року) постійно проживали на території України;
2. особи, незалежно від раси, кольору шкіри, політичних, релігійних та інших переконань, статі, етнічного та соціального походження, майнового стану, місця проживання, мовних чи інших ознак, які на момент набрання чинності Законом України "Про громадянство України" (13 листопада 1991 року) проживали в Україні і не були громадянами інших держав;
3. особи, які прибули в Україну на постійне проживання після 13 листопада 1991 року і яким у паспорті громадянина колишнього СРСР зразка 1974 року органами внутрішніх справ України внесено напис "громадянин України", та діти таких осіб, які прибули разом із батьками в Україну і на момент прибуття в Україну не досягли повноліття, якщо зазначені особи подали заяви про оформлення належності до громадянства України;
4. особи, які набули громадянство України відповідно до законів України та міжнародних договорів України.